# Pseudophallus
Pseudophallus is een geslacht van straalvinnige vissen uit de familie van zeenaalden en zeepaardjes (Syngnathidae).

## Soorten
- Pseudophallus elcapitanensis (Meek & Hildebrand, 1914)
- Pseudophallus mindii (Meek & Hildebrand, 1923)
- Pseudophallus starksii (Jordan & Culver, 1895)